# Samuel De Vriendt
Pour les articles homonymes, voir Samuel et De Vriendt.
 (mai 2018).
Si vous disposez d'ouvrages ou d'articles de référence ou si vous connaissez des sites web de qualité traitant du thème abordé ici, merci de compléter l'article en donnant les références utiles à sa vérifiabilité et en les liant à la section « Notes et références ».
Samuel De Vriendt, né à Schaerbeek le 14 novembre 1884 et décédé à Sint-Antonius-Brecht (Zoersel) le 26 juillet 1974, était un peintre belge.

## Biographie
Samuel De Vriendt est le second fils du politicien et peintre Julien De Vriendt (1842-1935). Il apprit très jeune à dessiner et à peindre dans l'atelier de son père. Il fit ses études au collège Saint-Louis de Bruxelles et ensuite à l'Académie royale des beaux-arts d'Anvers où il entra en contact avec d'autres peintres et étudiants, notamment Isidore Opsomer et Joe English.  
Durant ses jeunes années il aida son père Juliaan De Vriendt dans la réalisation des fresques murales dans l'Hôtel de ville de Bruges (1904-1905).
Durant la Première Guerre mondiale son œuvre fut inspirée du quotidien des soldats dans les tranchées. Il réalisa de nombreux dessins et croquis au front de l'Yser.
En 1919 il se maria avec Godelieve Therssen (1895-1968) et s'installa à Anvers à la Cogels-Osylei.
Parmi les réalisations qu'il effectua on note des commandes pour l'église Saint-Dominique d'Anvers, des fresques murales pour l'abbaye de Grimbergen et pour l'Hôtel de ville de Hasselt. Tout au long de sa carrière il utilisa le même style de travail que son père, son grand-père (Jan-Bernard de Vriendt 1809-1868) et son oncle (Albrecht de Vriendt).
Durant une période il donna des cours de dessin à la Sint-Lutgardisschool, le Anna Bijninstituut et le Sint-Henricusinstiuut d'Anvers. Il fut également illustrateur de livres pour enfants.
À Anvers il fonda l'Association des Arts des et pour les anciens combattants.
En septembre 1920 il organisa, avec Frans Daels, le premier pèlerinage de l'Yser. Il resta président du Comité du Pèlerinage jusqu'à ce que Daels le remplaça. Il resta néanmoins actif dans le mouvement flamand'.
En 1927 il s’installa à Bruges et devint membre du conseil d'administration de l'académie des Beaux Arts de Bruges. Il continua à peindre et à réaliser des croquis parmi lesquels :
- Kerstnacht aan de IJzer (1930) (Nuit de Noël l'Yser)
- Dodenkerstnacht ('Nuit de Noël des morts)
- Wij bidden voor Vlaanderen ('Nous prions pour la Flandre)
- Portrait de Joe English

Ses peintures et fresques sont visibles à de nombreux endroits, par exemple le Chemin de Croix complet de l'église de l'ancien village de Spermalie à Sijsele près de Bruges. Ses peintures sont principalement des représentations religieuses et bibliques. Mais il remporta plus de succès comme portraitiste.
En 1940 il fut nommé comme membre de la Commission royale des monuments et des sites.
Pendant la Seconde Guerre mondiale il fut échevin des beaux-arts (1941) et ensuite bourgmestre ad interim de la ville de Bruges. 
Après la guerre il comparut devant les tribunaux pour des actes de collaboration et fut condamné à 2 ans de prison.
Vers 1950 Samuel De Vriendt s'installa dans la maison paternelle à Schaerbeek. Il réalisa plusieurs dessins de coins typiques bruxellois et d'intérieurs d'églises.
Il rédigea également plusieurs articles concernant la guerre de 1914-1918 pour la revue De Vlaamsche Oudstrijder.

## Référence
- (nl) Cet article est partiellement ou en totalité issu de l’article de Wikipédia en néerlandais intitulé « Samuel de Vriendt » (voir la liste des auteurs).